# أبا الرشاش
أبا الرشاش هو مركزٌ سعوديٌ تابعٌ لمحافظة نجران التابعة لمنطقة نجران، في المملكة العربية السعودية. المركز من الفئة (ب)، ورمزه 2409 حسب دليل الترميز الموحد للمناطق الإدارية بالمملكة العربية السعودية.